# Пановці (Горні Петровці)
Пановці (словен. Panovci) — поселення в общині Горні Петровці, Помурський регіон, Словенія. Висота над рівнем моря: 361,4 м.